# Christiane Sourvinou-Inwood
Christiane Sourvinou-Inwood (griechisch Χριστιάνα Σουρβίνου-Ίνγουντ; * 26. Februar 1945 in Volos; † 19. Mai 2007 in Oxford) war eine griechische Gräzistin und Religionshistorikerin auf dem Gebiet der antiken griechischen Religion.

## Leben
Sourvinou wurde 1945 in Volos geboren, wuchs jedoch auf Korfu auf. Ihr Vater war ein hoher Offizier in der griechischen Armee, ihre Mutter Lehrerin für Ökonomie und später Schulleiterin. Die Familie zog dann nach Athen, wo Sourvinou Klassische Archäologie bei dem Ausgräber von Santorin, Spyridon Marinatos, studierte. 1966 schloss sie ihr Studium als Jahrgangsbeste ab und begann in Athen, dann in Rom, an der Linear-Schrift B zu arbeiten. 1969 kam sie nach Großbritannien und schrieb sich nach einem kurzen Aufenthalt in Birmingham für einen D.Phil. in Oxford ein. 1973 wurde sie dort mit einer Dissertation über minoische und mykenische Jenseitsvorstellungen promoviert.
Sie lebte im Anschluss durchgehend in Oxford, konnte dort jedoch keine unbefristete Stellung erwerben. Von 1976 bis 1978 war sie lecturer in ancient history and classical archaeology in Liverpool, von 1989 an honorary research fellow und von 1990 bis 1995 ein senior research fellow am University College, Oxford, und von 1995 bis 1998 reader in Klassischer Philologie an der University of Reading. 1994 wurde sie eingeladen, die Carl Newell Jackson-Vorlesungen an der Harvard University zu halten, aus denen ihr Buch Tragedy and Athenian Religion (2003) hervorging. Im Übrigen lebte und arbeitete sie als Privatgelehrte (independent scholar).
Nach einer ersten kurzen Ehe mit dem belgischen Mykenologen Jean-Pierre Olivier heiratete Sourvinou 1971 den Philosophen Michael Inwood. Sie starb im Alter von 62 Jahren überraschend an einer Krebserkrankung, die nicht rechtzeitig erkannt worden war. Ihre Privatbibliothek vermachte sie der Ionischen Universität auf Korfu.
Unter dem Pseudonym Christiana Elfwood (griechisch Χριστιάνα Έλφγουντ) schrieb sie neben ihrer wissenschaftlichen Arbeit Kriminalromane, darunter Murder Most Classical, dessen Ort der Handlung das antike Heiligtum der Artemis von Brauron ist.

## Forschungsschwerpunkte
Sourvinou arbeitete vor allem zur griechischen Religion und Mythologie, insbesondere zu Heiligtümern, Riten, rites de passage (die arkteia im Rahmen des Artemiskultes), Festen (Plynteria, Panathenaia, Dionysia) und Mythologie (Theseus, Aglauros, Erechtheus) der Stadt Athen und der Landschaft Attika sowie zur attischen Tragödie. Sie verbindet die Methodik des Strukturalismus mit genauer Interpretation literarischer, archäologischer und künstlerischer Zeugnisse (daher der Begriff reading in zweien ihrer Buchtitel). Kulturelle Produkte wie Texte, Bilder, Mythen und Rituale sind für sie interpretationsbedürftig, als Zeichen müssen sie dekodiert werden. Sourvinou-Inwood ist insbesondere bekannt für das von ihr entwickelte Modell der Polis-Religion.

## Schriften (Auswahl)
Monographien
- Minoan and Mycenaean Afterlife Beliefs and Their Relevance to the Homeric Underworld. University of Oxford, 1974.
- Theseus as son and stepson. A tentative illustration of Greek mythological mentality (= Bulletin of the Institute of Classical Studies. Suppl. 40). University of London, London 1989. – Rez. von Claude Bérard, Gnomon 52, 1980, S. 616–620; Françoise Frontisi-Ducroux, Revue de l'histoire des religions 199, 1982, S. 438, (online).
- Studies in girls’ transitions. Aspects of the arkteia and age representation in Attic iconography. A. Kardamitsa, Athen 1988.
- ‘Reading’ Greek death to the end of the classical period. Clarendon Press, Oxford 1995, Auszüge online.
- Tragedy and Athenian religion. Lexington Books, Lanham, MD 2003, ISBN 0-7391-0399-7, Auszüge online. – Die Carl Newell Jackson lectures, die sie 1994 in Harvard gehalten hatte. – Rez. von Charles Delattre, Bryn Mawr Classical Review 2003.09.33
- Hylas, the Nymphs, Dionysos and Others. Myth, Ritual, Ethnicity. Svenska Institutet i Athen, Stockholm 2005 (Martin P. Nilsson Lecture on Greek Religion, delivered 1997 at the Swedish Institute at Athens), Inhaltsverzeichnis. – Rez. von Sébastien Dalmon, Kernos 20, 2007, S. 432–436, (online).
- Athenian myths and festivals. Aglauros, Erechtheus, Plynteria, Panathenaia, Dionysia. Herausgegeben von Robert Parker. Oxford University Press, Oxford 2011, Inhaltsverzeichnis. – Rez. von Jenifer Neils, Bryn Mawr Classical Review 2012.03.26; Bernhard Smarczyk, sehepunkte 12, 2012, Nr. 10, Christiane Sourvinou-Inwood: Athenian Myths and Festivals vom 15. Oktober 2012.

Gesammelte Aufsätze
- ‘Reading’ Greek culture. Texts and images, rituals and myths. Clarendon Press, Oxford 1991, ISBN 0-19-814750-3. – Rez. von Judith M. Barringer, Bryn Mawr Classical Review 03.04.14; Gerhard J. Baudy, Gnomon 66, 1994, Ss. 484–492, (JStor online); Helen King, Journal of Hellenic Studies 113, 1993, 202.

Aufsätze
- Medea at a Shifting Distance. Images and Euripidean Tragedy. In: James J. Clauss, Sarah I. Johnston (Hrsg.): Medea. Essays on Medea in Myth, Literature, Philosophy, and Art. Princeton University Press, Princeton 1997, ISBN 0-691-04376-0, S. 253–296.
- Myths in Images. Theseus and Medea as a Case Study. In: Lowell Edmunds (Hrsg.): Approaches to Greek Myth. The Johns Hopkins University Press, Baltimore, London 1990, S. 395–445, (online).
- What Is Polis Religion? In: Oswyn Murray, Simon Price (Hrsg.), The Greek City from Homer to Alexander. Oxford UP, Oxford 1990, 295–322, wieder abgedruckt in: Richard G. A. Buxton (Hrsg.), Oxford Readings in Greek Religion. Oxford University Press, Oxford 2000.

Kriminalroman
- Murder Most Classical. Vanguard Press, London 2007.
  - Neugriechische Übersetzung: Ενας Πολύ Κλασικός Φόνος. Μετάφραση: Ελένη Καπετανάκη. Εκδοτικός Οίκος Α. Α. Λιβάνη, Athen 2003.